# Convoiul (film din 1981)
Convoiul este un film românesc din 1981 regizat de Mircea Moldovan. Rolurile principale au fost interpretate de actorii Emil Hossu, Mircea Cosma, Stelian Stancu.

## Distribuție
Distribuția filmului este alcătuită din:
- Dinu Ianculescu
- Aristide Teică — Gogu aviatorul
- Mircea Cosma — Bătrânul
- Ernest Maftei — Moș Tănase
- Margareta Pogonat — Dna. Olteanu
- Nae Gh. Mazilu — Grigore
- Ion Anestin — Moroșan
- Ion Besoiu — Colțoiu
- Stelian Stancu — Stancu
- Traian Stănescu — Marcu
- Costel Constantin — Cercel
- Emil Hossu — Neagu

## Primire
Filmul a fost vizionat de 1.801.940 de spectatori în cinematografele din România, după cum atestă o situație a numărului de spectatori înregistrat de filmele românești de la data premierei și până la data de 31 decembrie 2014 alcătuită de Centrul Național al Cinematografiei.